# ATL (film)
Pour les articles homonymes, voir ATL.
ATL est un film américain réalisé par Chris Robinson en 2006.

## Distribution
- Greg Andrews : Jay
- April Clark : Tondie
- Albert Daniels : Brooklyn
- T.I. : Rashad
- Lauren London : New New
- Jason Weaver : Teddy
- Mykelti Williamson : oncle George